# Stenomacrus holmgreni
Stenomacrus holmgreni är en stekelart som först beskrevs av Kirchner 1867.  I den svenska databasen Dyntaxa används istället namnet Stenomacrus lapponicus. Stenomacrus holmgreni ingår i släktet Stenomacrus och familjen brokparasitsteklar. Arten är reproducerande i Sverige. Inga underarter finns listade i Catalogue of Life.